# Остров (Стрыйский район)
Остров (укр. Острів) — село в Розвадовской сельской общине Стрыйского района Львовской области Украины.
Население по переписи 2001 года составляло 151 человек. Занимает площадь 0,64 км². Почтовый индекс — 81645. Телефонный код — 3241.